# Christoph Höhne
Christoph Höhne, född 12 januari 1941 i Borsdorf i Sachsen, är en tysk före detta friidrottare.
Höhne blev olympisk mästare på 50 kilometer gång vid olympiska sommarspelen 1968 i Mexico City.